# Aeroponia

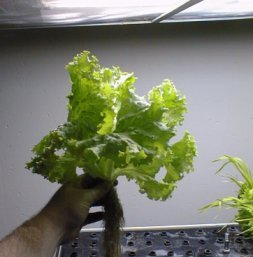
Enciam i blat cultivats en un aparell aeropònic, NASA, 1998

L'aeroponia és el procés de fer créixer plantes en un ambient d'aire o boira sense l'ús de sòl o un medi agregat. La paraula "aeropònica" deriva dels significats grecs aer ("aire") i ponos ("treball"). És un tipus d'hidroponia, ja que l'aigua s'utilitza en l'aeroponia per transmetre els nutrients.

## Mètodes
El principi bàsic del cultiu aeropònic és fer créixer plantes suspeses en un entorn tancat o semitancat ruixant les arrels penjants i la tija inferior de la planta amb una solució d'aigua atomitzada o ruixada, rica en nutrients. Les fulles i la capçada, sovint anomenada dosser, s'estenen per sobre. Les arrels de la planta estan separades per l'estructura de suport de la planta. Sovint, l'escuma de cèl·lules tancades es comprimeix al voltant de la tija inferior i s'insereix en una obertura de la cambra aeropònica, la qual cosa disminueix la mà d'obra i les despeses; per a les plantes més grans, l'emparrat s'utilitza per suspendre el pes de la vegetació i els fruits.
S'acostuma a mantenir l'entorn lliure de plagues i malalties perquè les plantes puguin créixer més sanes i més ràpidament que les plantes cultivades en un medi. Tanmateix, com que la majoria dels entorns aeropònics no estan perfectament aïllats de l'exterior, les plagues i les malalties resulten una amenaça. Els entorns controlats afavoreixen el desenvolupament de les plantes, la salut, el creixement, la floració i la fructificació de qualsevol espècie vegetal i cultivar.
A causa de la sensibilitat dels sistemes radiculars, l'aeroponia sovint es combina amb la hidroponia convencional, que s'utilitza com a "estalvi de cultius" d'emergència (nutrició de seguretat i subministrament d'aigua) si l'aparell aeropònic falla.
L'aeroponia d'alta pressió es defineix com el subministrament de nutrients a les arrels mitjançant capçals de boira de 20 a 50 micròmetres utilitzant una bomba de diafragma d'alta pressió (80 lliures per polzada quadrada (550 kPa)).

## Beneficis i inconvenients

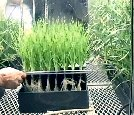
Molts tipus de plantes es poden cultivar aeropònicament.

### Augment de l'exposició a l'aire

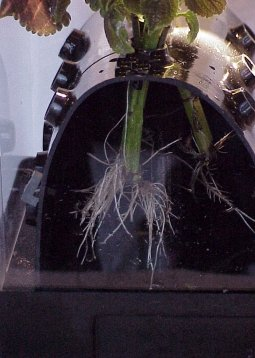
Primer pla de la primera estructura de suport de plantes aeropònics patentada (1983). El seu suport sense restriccions a la planta permet un creixement normal en l'entorn d'aire/humitat, i encara s'utilitza avui dia.

Els cultius d'aire optimitzen l'accés a l'aire per un creixement reeixit de les plantes. Els materials i dispositius que subjecten i suporten les plantes aeropònics han d'estar exempts de malalties o patògens. Una distinció d'una veritable cultura i aparell aeropònic és que ofereix característiques de suport a les plantes mínimes. El contacte mínim entre una planta i l'estructura de suport permet que una quantitat màxima d'aire arribi a la planta. El cultiu aeropònic a llarg termini requereix que els sistemes radiculars estiguin lliures de limitacions que envolten la tija i els sistemes radiculars. El contacte físic es minimitza perquè no dificulti el creixement natural i l'expansió de les arrels o l'accés a aigua pura, intercanvi d'aire i condicions lliures de malalties.

### Beneficis de l'oxigen a la zona de l'arrel
L'oxigen (O ₂) a la rizosfera (zona arrel) és necessari per al creixement saludable de les plantes. Com que l'aeroponia es realitza a l'aire combinada amb microgotetes d'aigua, gairebé qualsevol planta pot créixer fins a la maduresa a l'aire amb un subministrament abundant d'oxigen, aigua i nutrients.
Alguns productors prefereixen els sistemes aeropònics per sobre d'altres mètodes d'hidroponia perquè l'augment de l'aireació de la solució de nutrients proporciona més oxigen a les arrels de les plantes, estimulant el creixement i ajudant a prevenir la formació de patògens.
L'aire net subministra oxigen, que és un excel·lent purificador per a les plantes i l'entorn aeropònic. Perquè es produeixi un creixement natural, la planta ha de tenir accés sense restriccions a l'aire. S'ha de permetre que les plantes creixin de manera natural per a un correcte desenvolupament fisiològic. Si el creixement natural de la planta està restringit per l'estructura de suport, augmenta el risc de danys a la planta i, per tant, de malaltia.
Alguns investigadors han utilitzat l'aeroponia per estudiar els efectes de la composició de gasos de la zona de l'arrel sobre el rendiment de les plantes. Soffer i Burger [Soffer et al., 1988] van estudiar els efectes de les concentracions d'oxigen dissolt sobre la formació d'arrels adventícies en el que van anomenar "aerohidroponia". Van utilitzar un sistema hidro i aerodinàmic de 3 nivells, en el qual es van formar tres zones separades dins de l'àrea de l'arrel. Els extrems de les arrels estaven submergits al dipòsit de nutrients, mentre que la part central de la secció de l'arrel va rebre boira de nutrients i la part superior estava per sobre de la boira. Els seus resultats van mostrar que l'O ₂ dissolt és essencial per a la formació d'arrels, però va continuar demostrant que per a les tres concentracions d'O ₂ provades, el nombre d'arrels i la longitud de l'arrel sempre eren més grans a la secció central de nebulització que a la secció submergida o a la secció on. -secció de boira. Fins i tot a la concentració més baixa, la secció nebulitzada va arrelar amb èxit.

### Altres beneficis de l'aire (CO ₂)
L'aeroponia també pot implicar la gestió dels nivells CO2 a l'aire dins del sistema, que al seu torn afecta la taxa de fotosíntesi a les plantes.
El creixement sota llums artificials permet augmentar les taxes de creixement i la fiabilitat en comparació amb la il·luminació solar i es pot utilitzar en combinació amb aeroponia.

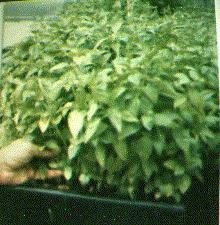
L'alfàbrega cultivada a partir de llavors en un sistema aeropònic situat dins d'un hivernacle modern es va aconseguir per primera vegada l'any 1986.

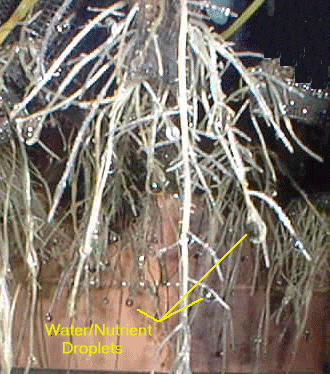
Primer pla d'arrels cultivades a partir de llavors de blat mitjançant aeroponia, 1998

## Terminologia
El cultiu aeropònic es refereix a les plantes cultivades en un cultiu d'aire que poden desenvolupar-se i créixer d'una manera normal i natural.
El creixement aeropònic es refereix al creixement aconseguit en un cultiu d'aire.
El sistema aeropònic fa referència al maquinari i components del sistema muntats per mantenir les plantes en un cultiu d'aire.
L'hivernacle aeropònic es refereix a una estructura de vidre o plàstic controlada pel clima amb equips per fer créixer plantes en un ambient d'aire/boira.
Les condicions aeropòniques es refereixen als paràmetres ambientals del cultiu d'aire per mantenir el creixement vegetal d'una espècie vegetal.
Les arrels aeropòniques es refereixen a un sistema d'arrels cultivat en un cultiu d'aire.

### Dispositius d'alta pressió

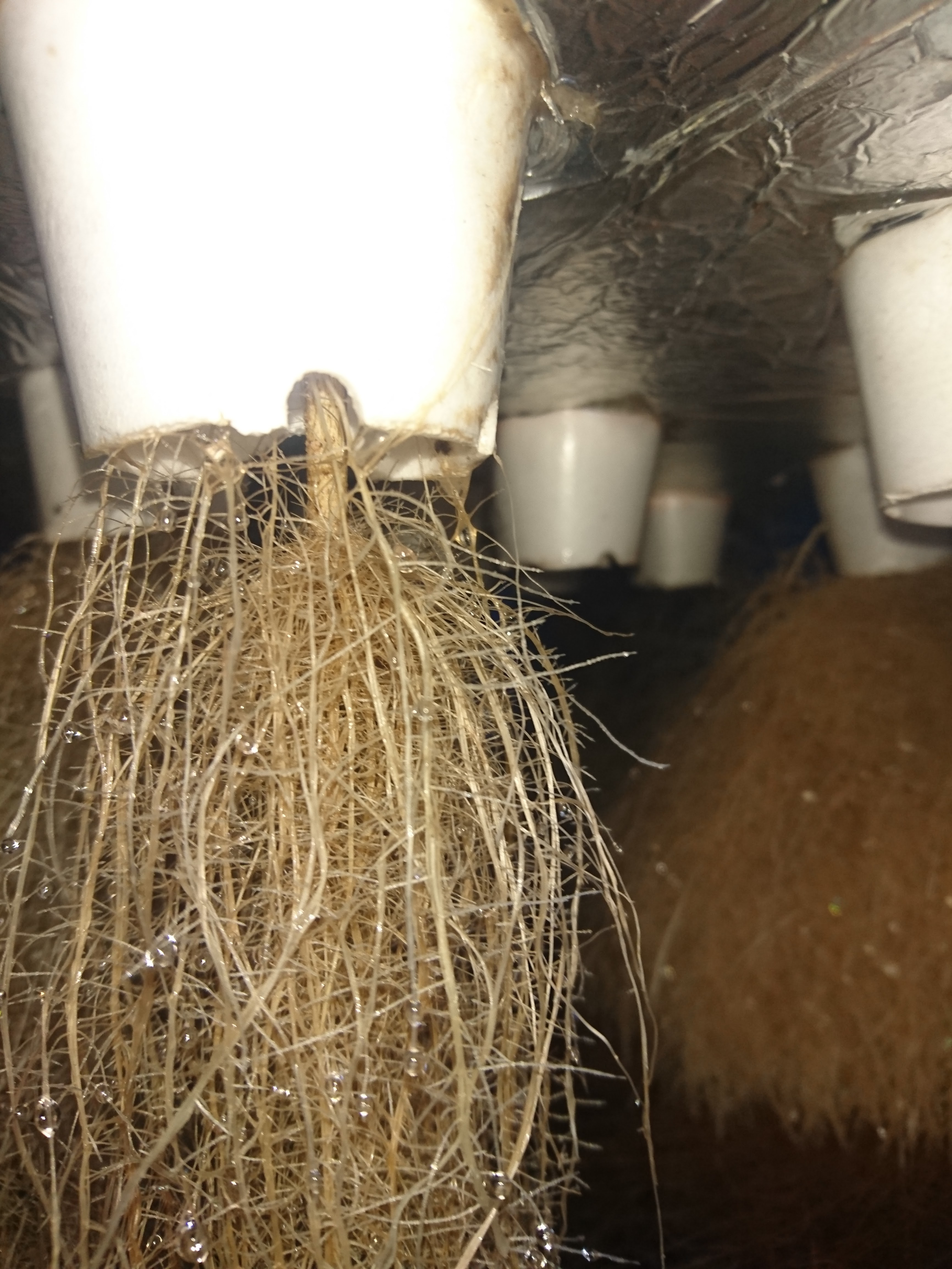
Arrels dins d'un sistema aeropònic d'alta pressió

## Història

Diagrama 3D del sistema aeropònic comercial autònom 2020

L'any 1911, VMArtsikhovski va publicar a la revista "Experienced Agronomy" un article "On Air Plant Cultures", que parla del seu mètode d'estudis fisiològics dels sistemes radiculars mitjançant la polvorització de diverses substàncies a l'aire circumdant: el mètode aeropònic. Va dissenyar la primera aeroponia i a la pràctica va demostrar la seva aptitud per al cultiu de plantes.

### Genesis Machine, 1983

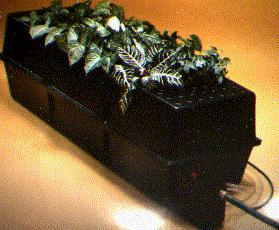
GTi's Genesis Rooting System, 1983

El primer aparell aeropònic comercial va ser fabricat i comercialitzat per GTi el 1983. Coneguda com la Genesis Machine, extreta de la pel·lícula Star Trek II: The Wrath of Khan, la Genesis Machine es va comercialitzar com el "Genesis Rooting System".
El dispositiu de GTi incorporava un aparell impulsat per aigua de bucle obert, controlat per un microxip, que lliurava un esprai de nutrients hidroatomitzats a alta pressió dins d'una cambra aeropònica. La màquina Genesis connectada a una aixeta d'aigua i una presa de corrent.